# دنیل مایستوروویچ
دنیل مایستوروویچ (سیریلیک صربی: Данијел Мајсторовић؛ زادهٔ ۵ آوریل ۱۹۷۷) بازیکن فوتبال سابق اهل سوئد است.

## باشگاهی
از باشگاه‌هایی که در آن بازی کرده‌است می‌توان به فورتونا کلن، مالمو، توئنته، بازل، آ.ا. ک آتن، سلتیک و ای‌آی‌کی اشاره کرد.

## تیم ملی
وی همچنین در تیم ملی فوتبال سوئد بازی کرده‌است.